# Aristotelova lucerna

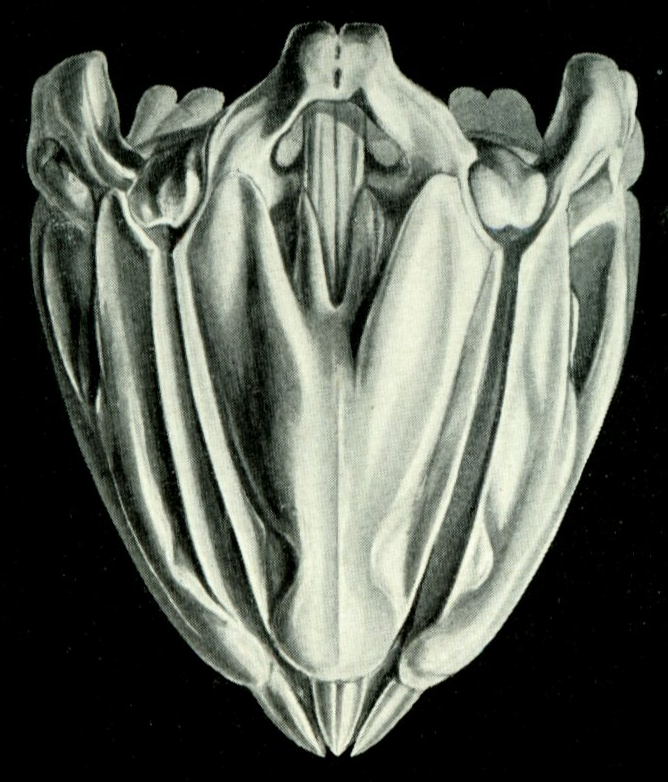
Aristotelova lucerna

Aristotelova lucerna (Aristotelis lanterna) je kousací a žvýkací orgán ostnokožců. Nejčastěji se orgán spojuje s ježovkami.

## Původ jména
Jako první jej objevil a popsal známý řecký filozof, vědec a učitel Aristotelés. Aristotelés pocházel z lékařské rodiny a díky životu v blízkosti moře se mu naskytla příležitost zkoumat tamější mořské živočichy. O biologii se zajímal už od dětství, a později se zabýval právě i stavbou poměrně složitého ústního ústrojí ježovek, konstruovaného podle čísla pět – tedy z pěti kruhově umístěných zubů.
Později tuto strukturu popsal i ve své knize Historia Animalium neboli Historie zvířat. Jeho popis zněl takto:
| „                              | Ve skutečnosti je ústní aparát ježka spojitý z jednoho konce na druhý, ale vzhledem k vnějšímu vzhledu to tak není, ale vypadá jako lucerna s rohy a vynechané rohy. | “ |
| — Aristotelés, Historie zvířat | |   |

Tento aparát je po něm dodnes pojmenován Aristotelova lucerna.

## Popis

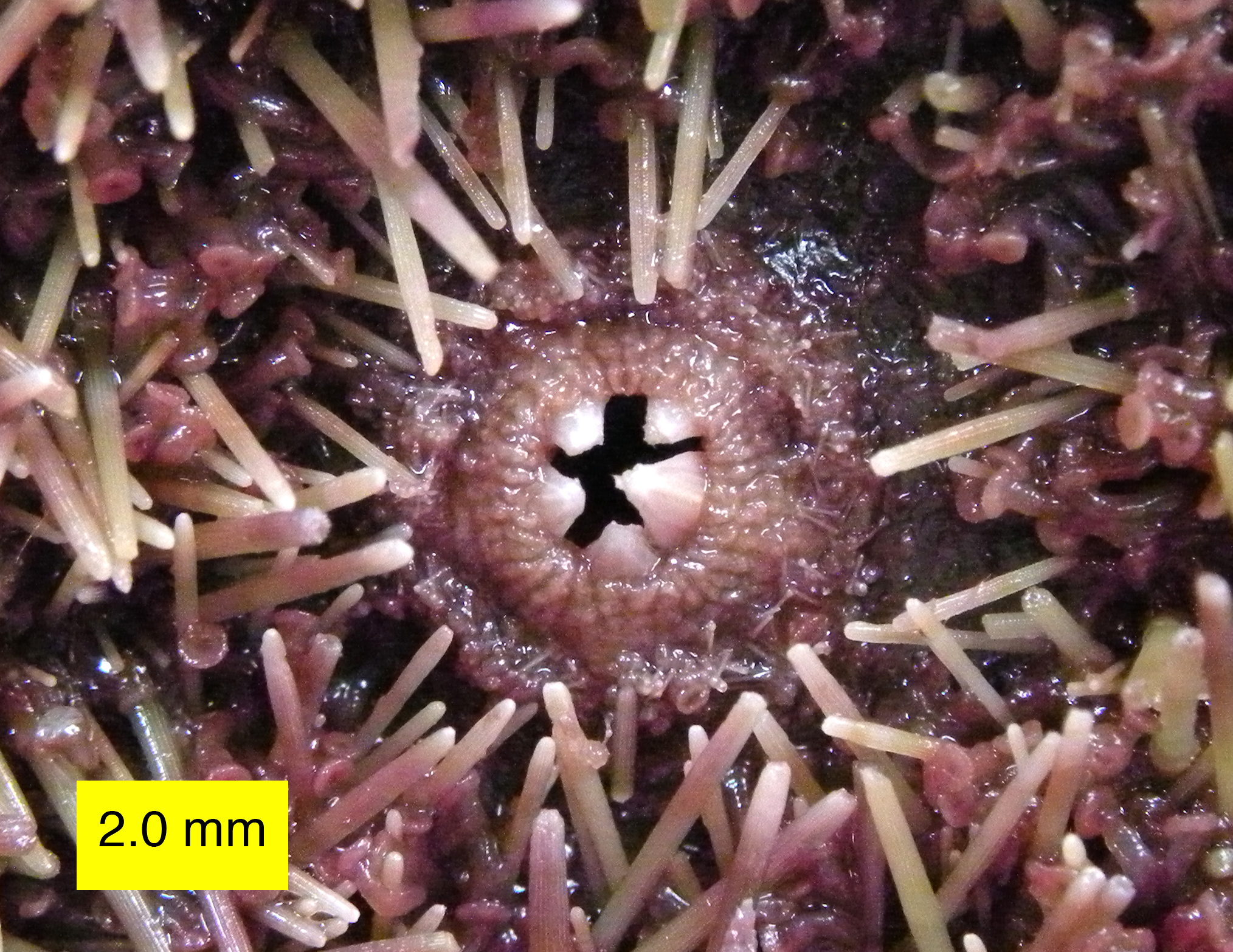
Žvýkací aparát ježovky purpurové (Strongylocentrotus purpuratus), na kterém lze vidět pět zubů

Jedná se o složité žvýkací ústrojí se zuby a lištami v ústech ostnokožců. Tato složitá struktura se skládá z pěti čelistí a dvaceti pěti pohyblivě spojených trámů a destiček. Vše dohromady je spojeno svaly a umístěno na břišní straně těla v ústech živočicha. Destičky, ústa a trámy jsou převážně vápenité a je možno je jak zasunovat (do ústní části těla), tak jimi i pohybovat ze strany na stranu.
Horní část konstrukce je místo, kde je vytvořen nový zub, který roste rychlostí 1 až 2 milimetry týdně. U spodního konce konstrukce je tvrdý bod nazývaný distální zub. Přestože tento bod je tuhý, má slabou vnější vrstvu, která jí umožňuje ostření během oškrabávání.
Podle Encylopedia Britannica mohou být ústa v některých případech dokonce i jedovatá.

## Použití
Aristotelova lucerna slouží ježovkám převážně k seškrabávání nárostů mořských řas. Používají je tak, aby odštěpily řasy od skal a jiných povrchů, stejně jako je používají ke kousání a žvýkání své kořisti.
Během krmení je pět čelistí vytlačeno tak, aby otevřely ústa. Když chce živočich hryznout, čelisti se spojí, aby uchopily kořist nebo řasy. Poté mohou roztrhat nebo žvýkat pohybem svých úst ze strany na stranu.